# Euurobracon interstitialis
Euurobracon interstitialis är en stekelart som beskrevs av Donald L.J. Quicke 1989. Euurobracon interstitialis ingår i släktet Euurobracon och familjen bracksteklar. Inga underarter finns listade i Catalogue of Life.